# ディリアナ・ゲオルギエバ
ディリアナ・ゲオルギエバ（英語：Diliana Georgieva、1965年2月18日 - ）は、ブルガリアの元新体操選手。ディリアナ・ゲオルギエヴァという表記もあり。

## 人物
- 1983年・1985年の世界新体操選手権大会、個人総合2連覇を果たす。
- 金メダル当確と言われたロサンゼルスオリンピックでは、東欧諸国の参加ボイコットによりブルガリアも出場できず。
- 引退後コーチとしても、藤野朱美などを指導。

## 略歴
- 1983年、世界新体操選手権大会（ストラスブール、フランス）（個人総合1位）。
- 1985年、世界新体操選手権大会（バリャドリッド、スペイン）（個人総合1位）。